# 巴尼利夫-皮德希爾內

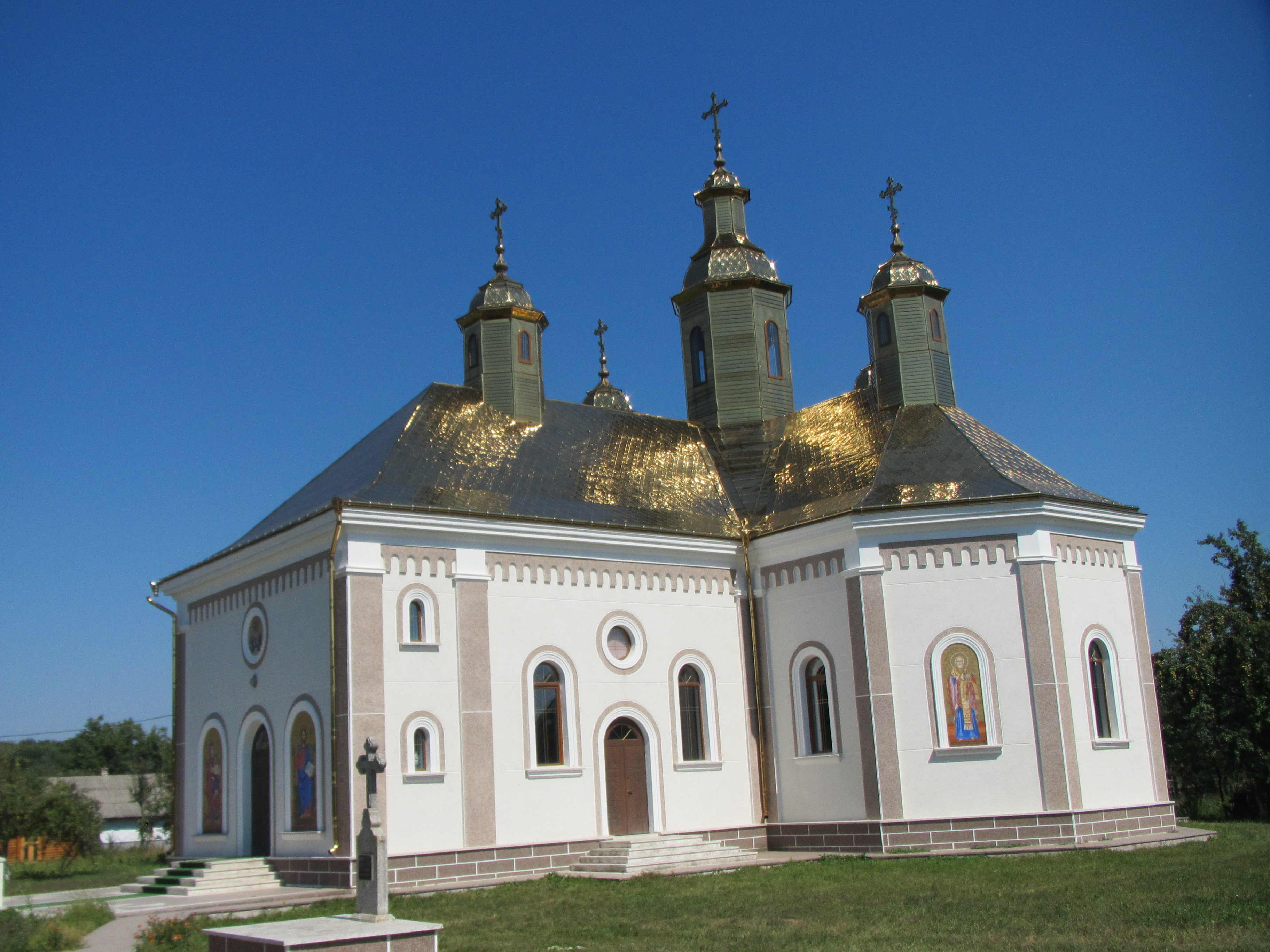
教堂

48°6′36″N 25°29′34″E / 48.11000°N 25.49278°E
巴尼利夫-皮德希爾内（烏克蘭語：Банилів-Підгірний）是位於烏克蘭西南部的村莊，由切爾諾夫策州切爾諾夫策區的斯托羅日內茨市鎮負責管轄。該村海拔高度438米，2001年該村落人口4,012。